# رتق الرئة
رتق الرئة (بالإنجليزية: Pulmonary atresia) هو تشوه خلقي في الصمام الرئوي حيث يفشل الصمام في التطور، فيكون الصمام منغلق تماما، مما يعيق تدفق الدم من القلب إلى الرئتين. يقع الصمام الرئوي على الجانب الأيمن من القلب بين البطين الأيمن والشريان الرئوي. وفي القلب العامل الطبيعي، تتكون فتحة الصمام الرئوي من ثلاثة شرفات تفتح وتغلق.
في حالات عيوب القلب الخلقية مثل رتق الرئة، قد تشمل التشوهات الهيكلية صمامات القلب، وكذلك، الجدران والشرايين والأوردة القريبة من عضلة القلب، ونتيجة لذلك، يتأثر تدفق الدم بسبب التشوهات الهيكلية المذكورة أعلاه، إما عن طريق منع أو تغيير تدفق الدم من خلال عضلة قلب الإنسان.

## التصنيف
هناك نوعان من رتق الرئة:

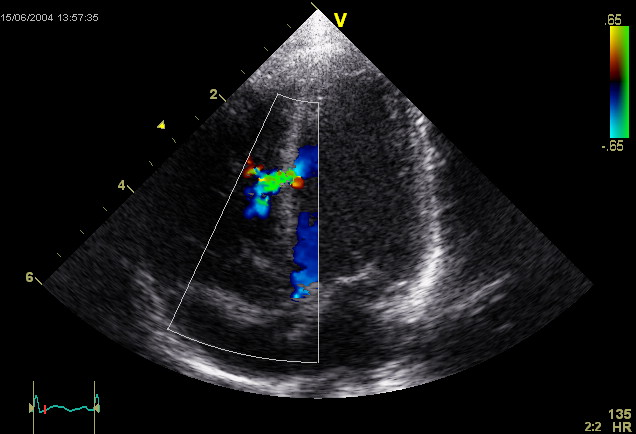
عيب الحاجز البطيني بتخطيط صدى القلب

- رتق رئوي مع حاجز بطيني سليم، وهو تشوه خلقي نادر يتضمن انسداد كامل في الصمام الرئوي الموجود على الجانب الأيمن من القلب. ويمنع هذا الانسداد تدفق الدم إلى الرئتين. وبسبب هذا النقص في تدفق الدم من خلال الجانب الأيمن من القلب، تكون الهياكل على ذلك الجانب، مثل الصمام الرئوي والصمام ثلاثي الشرفات، صغيرة بشكل غير طبيعي.[3][6]

- رتق رئوي مع عيب الحاجز البطيني، ويتم تحديده من خلال نقص تطور البطين الأيمن. عيب الحاجز البطيني هو فتحة ثانية في جدار البطين توفر طريق لخروج الدم من البطين الأيمن، وفي حالة عدم وجود تلك الفتحة، يذهب القليل من الدم إلى البطين الأيمن، مما يسبب عدم تطوره في حالة الرتق الرئوي مع حاجز بطيني سليم، ويمكن تحديد هذا الخلل قبل الولادة.[3][7]

## العلامات والأعراض
تتكون أعراض وعلامات رتق الرئة التي تحدث في الأطفال من زرقة، وبعض الإعياء، وبعض الضيق في التنفس (وقد يكون الأكل مشكلة كذلك).
في حالة الرتق الرئوي مع عيب الحاجز البطيني، يجد المرء أن انخفاض تدفق الدم الرئوي قد يسبب بعض العيوب مثل:
- رتق الصمام الثلاثي الشرفات
- رباعية فالو

## السبب
من حيث سبب رتق الرئة، هناك عدم يقين بشأن ما يحرض ذلك العيب الخلقي في القلب، فعوامل الخطر المحتملة التي يمكن أن تسبب ذلك العيب الخلقي هي تلك التي قد تكون الأم الحامل على اتصال معها، مثل:
- أدوية معينة
- التغذية
- التدخين

## التشخيص
في ما يتعلق بتشخيص رتق الرئة، يتطلب الجسم الدم المؤكسج من أجل البقاء على قيد الحياة. فلا يهدد الرتق الرئوي الجنين النامي، وذلك لأن مشيمة الأم توفر الأكسجين اللازم، حيث أن رئتي الجنين ليست وظيفية بعد. وبمجرد أن يولد الطفل، يجب على الرئتين توفير الأكسجين اللازم للبقاء على قيد الحياة، ولكن مع الرتق الرئوي لا يوجد صمام رئوي مفتوح ليصل الدم إلى الرئتين ويصبح مؤكسج؛ وبسبب ذلك، يكون الطفل حديث الولادة أزرق اللون، ويمكن عادة تشخيص رتق الرئة في غضون ساعات أو دقائق بعد الولادة.
كما يمكن تشخيص رتق الرئة عن طريق الفحوصات والأساليب التالية: مخطط صدى القلب، والأشعة السينية على الصدر، وتخطيط كهربائية القلب، واختبار قياس كمية الأكسجين في الجسم.

## العلاج

بروستاغلاندين E1

يتكون علاج رتق الرئة من دواء يؤخذ عن طريق الوريد يسمى بروستاغلاندين E1، الذي يستخدم لعلاج الرتق الرئوي، حيث أنه يمنع القناة الشريانية من الإغلاق، مما يتيح خلط الدورة الدموية الرئوية والنظامية، ولكن قد يكون البروستاغلاندين E1 خطير، حيث يمكن أن يسبب انقطاع التنفس. مثال آخر على العلاج الأولي هو قسطرة القلب لتقييم عيب أو عيوب القلب، ولكن هذا الإجراء إجراء جائر. في نهاية المطاف، يحتاج المريض إلى سلسلة من العمليات الجراحية لتحسين تدفق الدم بشكل دائم. تتم الجراحة الأولى غالبا بعد وقت قصير من الولادة، وذلك بإنشاء تحويلة بين الشريان الأورطي والشريان الرئوي للمساعدة في زيادة تدفق الدم إلى الرئتين، ومع نمو الطفل والقلب، قد تحتاج التحويلة إلى مراجعة من أجل تلبية متطلبات الجسم.

عملية فونتان

ويعتمد نوع الجراحة الموصى به على حجم البطين الأيمن والشريان الرئوي، إذا كان البطين الأيمن صغير وغير قادر على العمل كمضخة، فإن الجراحة التي ستجرى ستكون عملية فونتان. ويتكون ذلك الإجراء من ثلاث مراحل، حيث يتم فصل الأذين الأيمن من الدورة الدموية الرئوية. ويذهب الدم الوريدي النظامي العائد مباشرة إلى الرئتين متجاوزا القلب. وقد لا يكون الأطفال الصغار الذين لديهم ارتفاع في مقاومة الأوعية الدموية الرئوية قادرين على الخضوع لعملية فونتان. فيتم إجراء قسطرة القلب لتحديد المقاومة قبل المضي قدما في الجراحة.

## توقع سير المرض
يختلف توقع سير المرض بالنسبة لرتق الرئة من طفل لآخر، فإذا تركت الحالة دون تصحيح قد تكون قاتلة، ولكن التشخيص تحسن كثيرا على مر السنين لأولئك الذين يعانون من رتق الرئة. وتشمل بعض العوامل التي تؤثر على مدى صحة الطفل مدى صحة ضربات القلب، وحالة الأوعية الدموية التي تغذي القلب. ويمكن مساعدة معظم حالات الرتق الرئوي بالجراحة، وإذا كان البطين الأيمن صغير بشكل استثنائي، سوف تكون هناك حاجة إلى العديد من العمليات الجراحية من أجل المساعدة على تحفيز الدورة الدموية العادية للقلب. وإذا لم يصحح، فإن الأطفال الذين يعانون من هذا النوع من أمراض القلب الخلقية قد يكونوا قادرين على البقاء على قيد الحياة للأيام القليلة الأولى من الحياة فقط. وسوف يعيش العديد من الأطفال الذين يعانون من رتق رئوي حياة طبيعية، على الرغم من احتمالية حدوث بعض المضاعفات، مثل التهاب الشغاف، والسكتة الدماغية، ونوبات الصرع.

## روابط خارجية
- Information from American Heart Association